# هالی جوئل آزمنت
هالی جوئل آزمنت (به انگلیسی: Haley Joel Osment) (زادهٔ ۱۰ آوریل ۱۹۸۸)
بازیگر آمریکایی است.

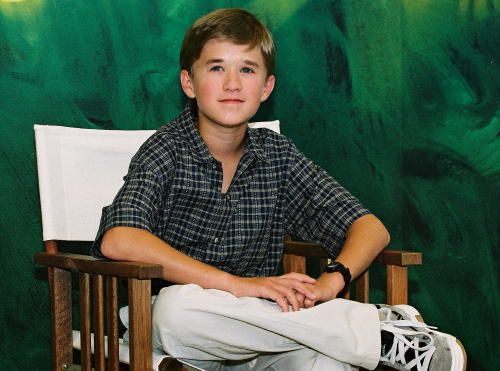
در سال ۲۰۰۱

هالی در شهر لس آنجلس در ایالت کالیفرنیای آمریکا زاده شده‌است. وی به دوبله نیز اشتغال دارد.

## افتخارات
او تاکنون ۲ بار برنده جایزه ساترن برای فیلم‌های حس ششم و هوش مصنوعی و یک بار نامزد دریافت جایزه اسکار برای فیلم حس ششم به کارگردانی ام. نایت شیامالان شده‌است.

## فیلم‌شناسی
برخی از فیلم‌های معروفی که آزمنت در آن‌ها بازی کرده، از این قرارند:
- حس ششم
- به دیگری نیکی کن
- هوش مصنوعی
- شیرهای دست دوم
- فوق‌العاده شرور، به طرز وحشتناکی شیطانی و پست
- آجیل مخلوط
- فارست گامپ
- ادوارد فادواپر دروغ مصلحت‌آمیزی بزرگی گفت
- درمان بد
- شیطان اسم دارد
- حدود پروردگار
- برای بهتر یا بدتر
- آخرین ایستادگی در رودخانه صیبر
- سریال پسران